# 北部作戦管区
北部作戦管区（ほくぶさくせんかんく、ウクライナ語: Оперативне командування «Північ»）は、ウクライナ陸軍の作戦管区。1996年に第1軍団を再編成して北部作戦領土管区（ウクライナ語: Північне оперативно-територіальне командування ）が発足し、1998年に北部作戦軍団（ウクライナ語: Північне оперативне командування）に改編、2005年4月20日に解散して北部管理地域（ウクライナ語: Територіальне управління «Північ»）が編成された。2013年に第13軍団を再編成して北部作戦管区が編成され、北部管理地域は解散した。
チェルニーヒウ州チェルニーヒウに司令部を置き、ジトーミル州、キーウ州、ポルターヴァ州、スームィ州、チェルカースィ州、チェルニーヒウ州および首都キーウの防衛を担任する。

## 編制

北部作戦管区の担任地域

北部作戦管区の編制は以下のとおりとなる。
- 第1独立戦車旅団（チェルニーヒウ州ホンチャリスキ（英語版））
- 第1独立特務旅団
- 第3独立強襲旅団（キーウ）
- 第4独立戦車旅団（チェルニーヒウ州ホンチャリスキ）
- 第5独立強襲旅団
- 第11自動車化歩兵旅団（ウクライナ語版）
- 第30独立機械化旅団（ジトーミル州ズヴィアヘル（英語版））
- 第31独立機械化旅団（ジトーミル州）
- 第32独立機械化旅団
- 第47独立機械化旅団
- 第58独立自動車化歩兵旅団（スームィ州コノトプ）
- 第62独立機械化旅団（ウクライナ語版）（ジトーミル州ベルディチウ（英語版））
- 第72独立機械化旅団（キーウ州ビーラ・ツェールクヴァ）
- 第26独立砲兵旅団（ジトーミル州ベルディチウ）
- 第1129独立高射ミサイル連隊（ウクライナ語版）（キーウ州ビーラ・ツェールクヴァ）
- 第5独立通信連隊（ウクライナ語版）（チェルニーヒウ州チェルニーヒウ）
- 第12独立支援連隊（ウクライナ語版）（ジトーミル州ズヴィアヘル）
- 第50独立修理連隊（ウクライナ語版）（ジトーミル州ガイバ（ウクライナ語版））
- 第12独立戦車大隊（チェルニーヒウ州ホンチャリスキ）
- 第54独立偵察大隊（ジトーミル州ズヴィアヘル）
- 第226独立自動車化大隊（ウクライナ語版）（ジトーミル州ベルディチウ）
- 第20独立電子戦大隊（ジトーミル州ジトーミル）
- 第134独立防護支援大隊（チェルニーヒウ州チェルニーヒウ）
- 第181独立支援大隊
- 第90指揮情報センター
- 電子情報地域センター（チェルニーヒウ州チェルニーヒウ）
- 第112独立領土防衛旅団（キーウ）
- 第114独立領土防衛旅団（キーウ州）
- 第115独立領土防衛旅団（ジトーミル州）
- 第116独立領土防衛旅団（ポルターヴァ州）
- 第117独立領土防衛旅団（スームィ州）
- 第118独立領土防衛旅団（チェルカースィ州）
- 第119独立領土防衛旅団（チェルニーヒウ州）
- 第241独立領土防衛旅団（キーウ）

## 歴代司令官
| 代                     | 氏名                           | 階級                   | 在任期間               |
| 北部作戦領土管区司令官 | 北部作戦領土管区司令官         | 北部作戦領土管区司令官 | 北部作戦領土管区司令官 |
| ---------------------- | ------------------------------ | ---------------------- | ---------------------- |
| 1                      | ヴィクトル・コロトフ           | 上級大将               | 1996年 - 1998年        |
| 北部作戦軍団長         |                                |                        |                        |
| 1                      | オレグ・シュステンコ           | 上級大将               | 2000年 - 2005年        |
| 北部管理地域司令官     |                                |                        |                        |
| 1                      | セルゲイ・ベッサラブ           | 中将                   | 2005年 - 2007年        |
| 2                      | アナトリー・シロテンコ         | 中将                   | 2007年 - 2012年        |
| 代理                   | I.V.シュパク                   | 大佐                   | 2012年                 |
| 代理                   | S.I.ポルタヴェッツ             | 大佐                   | 2012年 - 2013年        |
| 北部作戦管区司令官     |                                |                        |                        |
| 1                      | イーホル・コレシュニク         | 中将                   | 2013年 - 2015年        |
| 2                      | オレクサンドル・ロコタ         | 中将                   | 2015年 - 2017年        |
| 3                      | ヴャチェスラフ・ナザルキン     | 中将                   | 2017年                 |
| 4                      | ウォロディミル・クラフチェンコ | 中将                   | 2017年 - 2019年        |
| 代理                   | ヴァシリー・オシチュク         | 少将                   | 2019年                 |
| 代理                   | オレクシー・オセクレビッチ     | 少将                   | 2020年 - 2021年        |
| 5                      | ヴィクトル・ニコリウク         | 少将                   | 2021年 -               |